# Rhomboptila caesia
Rhomboptila caesia är en fjärilsart som beskrevs av Paul Dognin 1914. Rhomboptila caesia ingår i släktet Rhomboptila och familjen mätare. Inga underarter finns listade.